# Diketopiperazine

2,5-Diketopiperazine (cyclische Dipeptide) aus Glycin und L-Alanin (links) sowie Cyclodi-L-prolyl (rechts) gebildet aus zwei L-Prolin-Molekülen. Die cis-Peptidbindungen sind blau markiert.

Diketopiperazine (genauer: 2,5-Diketopiperazine) sind cyclische Peptide, die formal aus zwei α-Aminosäuren unter Wasserabspaltung entstanden sind und Sechsringe bilden, die zwei cis-Peptidbindungen enthalten.